# Berrien County (Georgia)
Berrien County is een county in de Amerikaanse staat Georgia.
De county heeft een landoppervlakte van 1.172 km² en telt 16.235 inwoners (volkstelling 2000). De hoofdplaats is Nashville.

## Bevolkingsontwikkeling

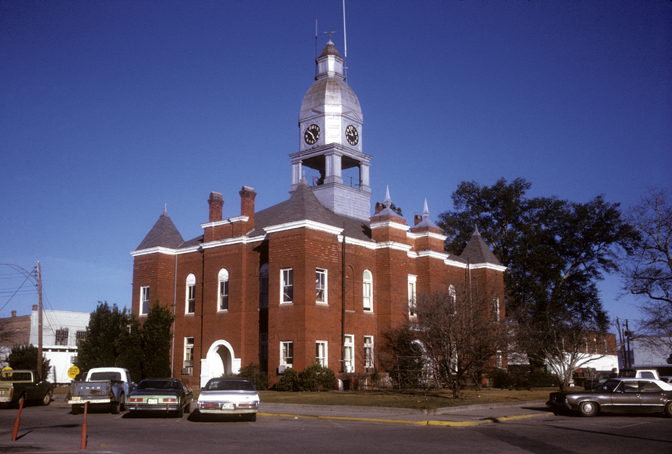
Berrien County Courthouse